# Ла Вирђинија (Кунео)
Ла Вирђинија је насеље у Италији у округу Кунео, региону Пијемонт.
Према процени из 2011. у насељу је живело 20 становника. Насеље се налази на надморској висини од 406 м.